# Kadomatsu

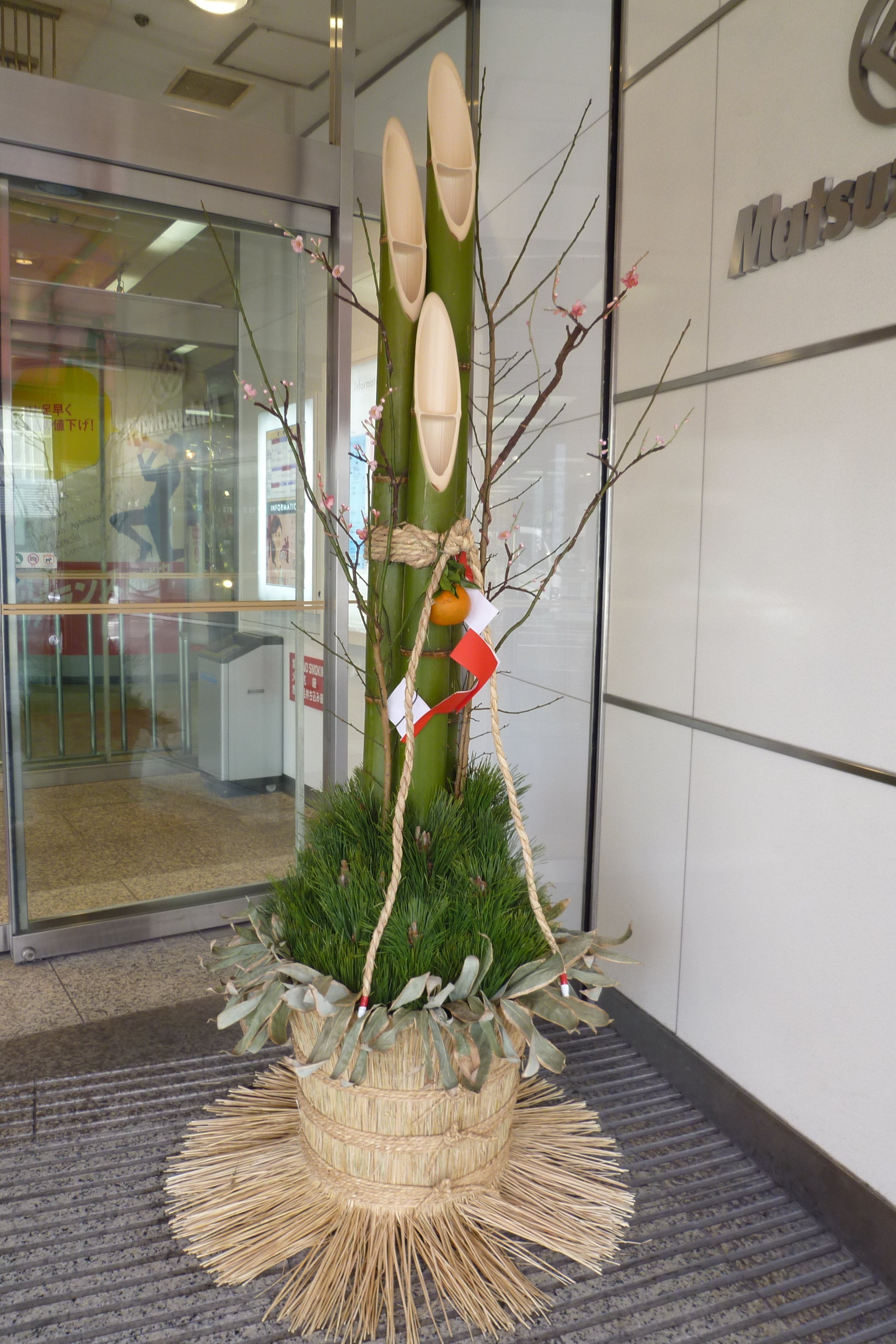
Kadomatsu

Un kadomatsu (門松?  literalmente "pino de puerta") es un adorno tradicional japonés de Año Nuevo colocado en parejas frente a las casas para recibir a los espíritus ancestrales o kami de la cosecha. Se colocan después de Navidad hasta el 7 de enero (o el 15 de enero, durante el periodo Edo) y se consideran viviendas temporales (shintai) para los kami. Los diseños del kadomatsu varían dependiendo de la región, pero por lo general están hechos de pino, bambú, y, a veces de “ume”, el ciruelo chino, que representan longevidad, prosperidad y firmeza, respectivamente. La función fundamental de las ceremonias de Año Nuevo es honrar y recibir a los toshigami (deidades), que después traerán una abundante cosecha para los agricultores y otorgarán la bendición de los antepasados en todo el mundo. Después del 15 de enero (o en muchos casos el 19) el kadomatsu se quema para apaciguar a los kami o toshigami y liberarlos.

## Construcción y colocación
La porción central del kadomatsu se forma a partir de tres grandes brotes de bambú, que pueden ser de plástico. Al igual que en varias tradiciones de ikebana (arreglo floral japonés), los brotes se encuentran a diferentes alturas y representan el cielo, la humanidad y la tierra, siendo el cielo el brote más alto y la tierra el más bajo. En algunos kadomatsu los brotes de la humanidad y de la tierra se encuentran a la misma altura. Bajo ellos se colocan ramas de pino al que llaman toshi-gi (árbol del año), después todo se ata con una cuerda de paja y se coloca sobre un tejido de paja y mimbre. Los kadomatsu se colocan en pares a cada lado de la puerta, representando la dualidad femenino-masculino.

## Galería

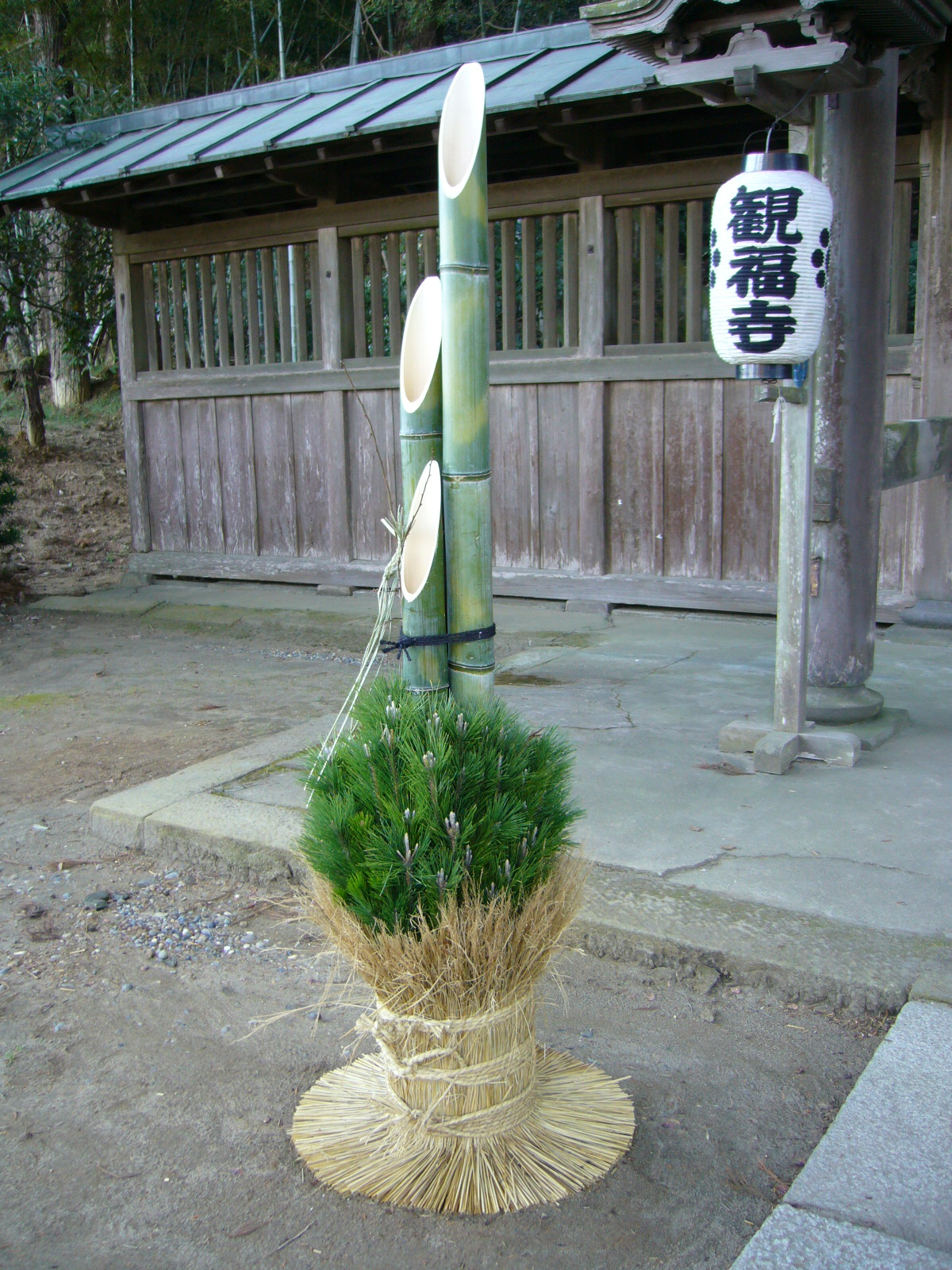
Kadomatsu del Este de Japón (Región de Kanto)
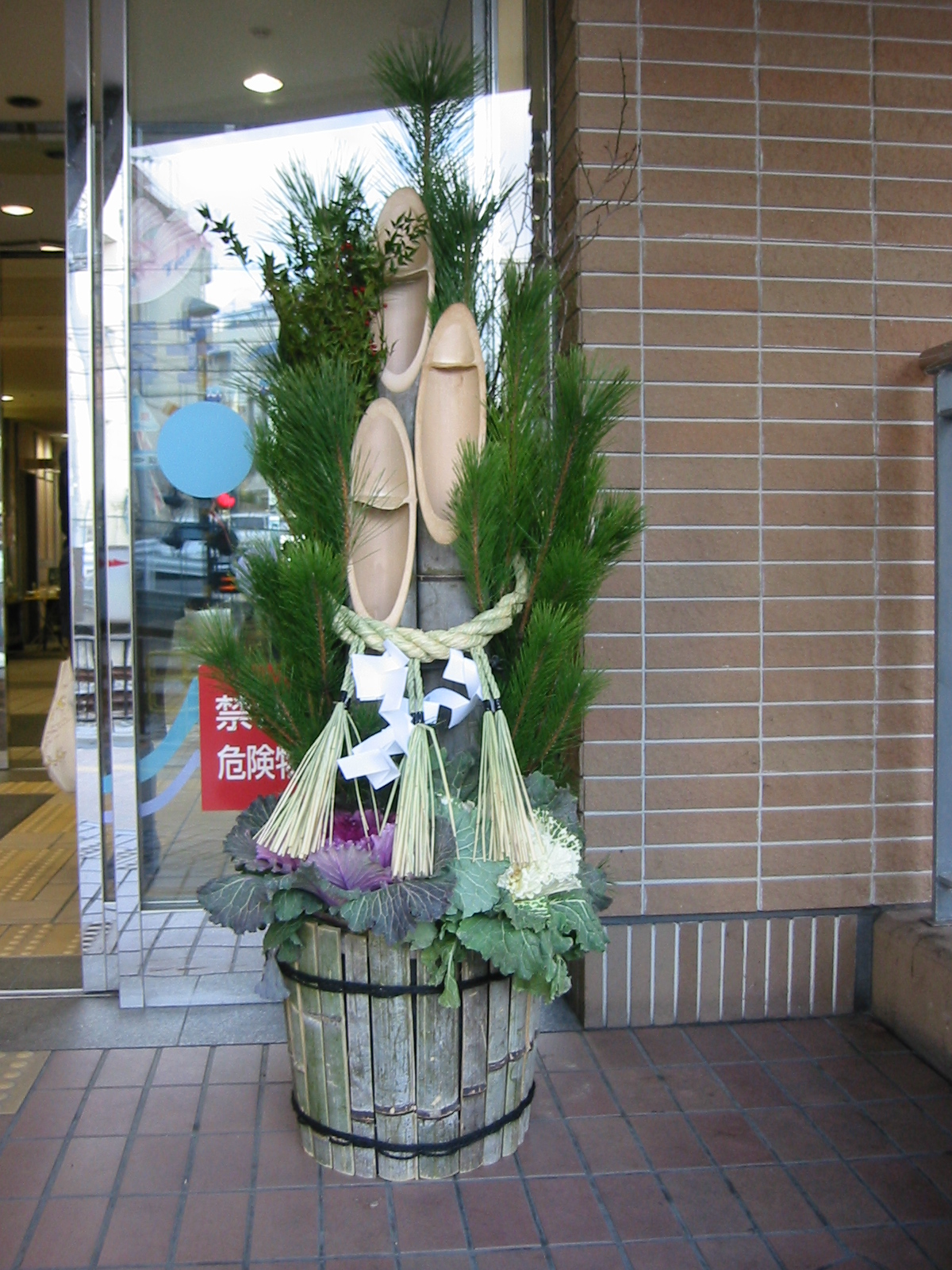
Kadomatsu del Oeste de Japón (Región de Kansai)
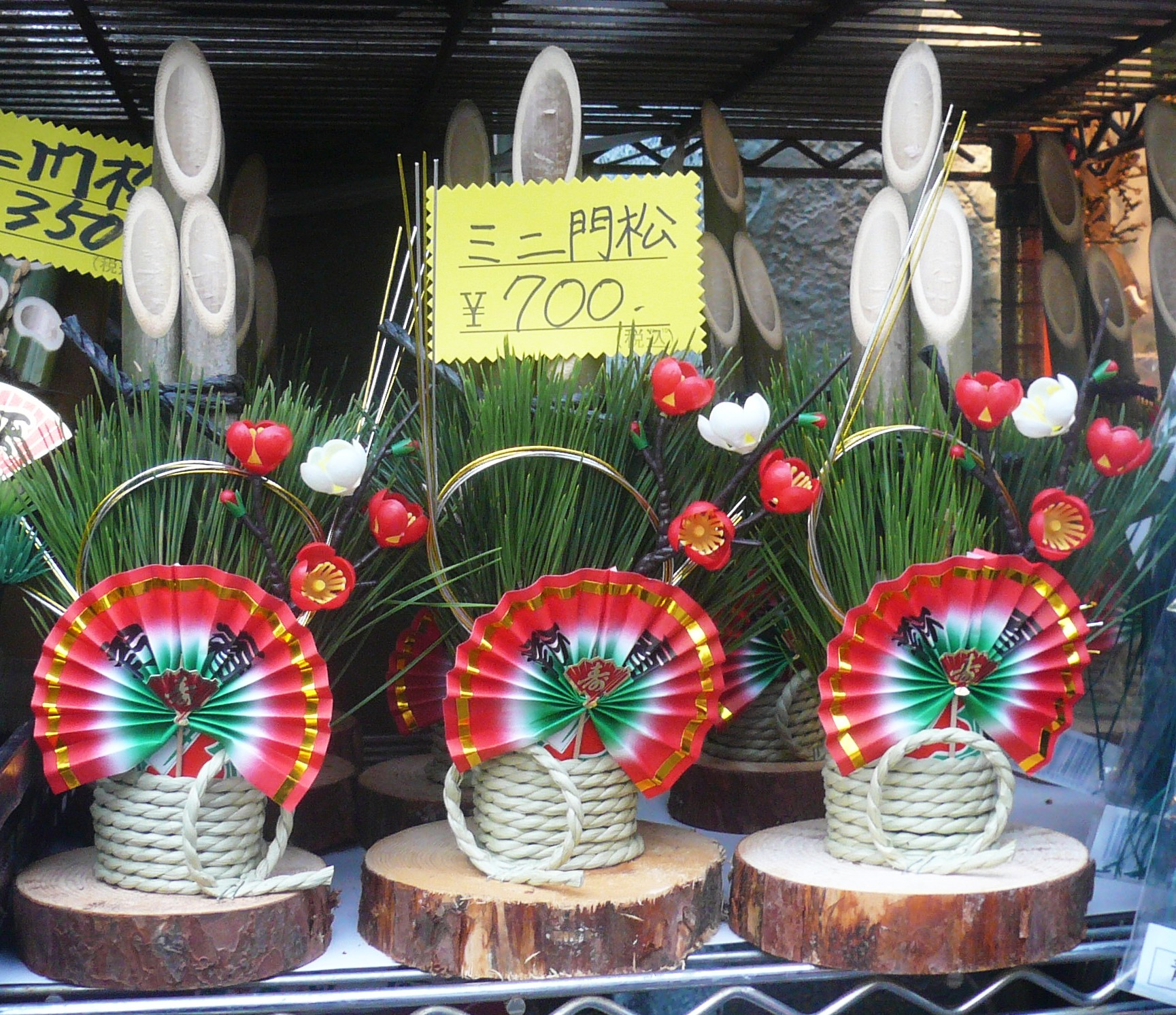
Tres kadomatsu pequeños que se venden en el exterior por 700 yenes cada uno
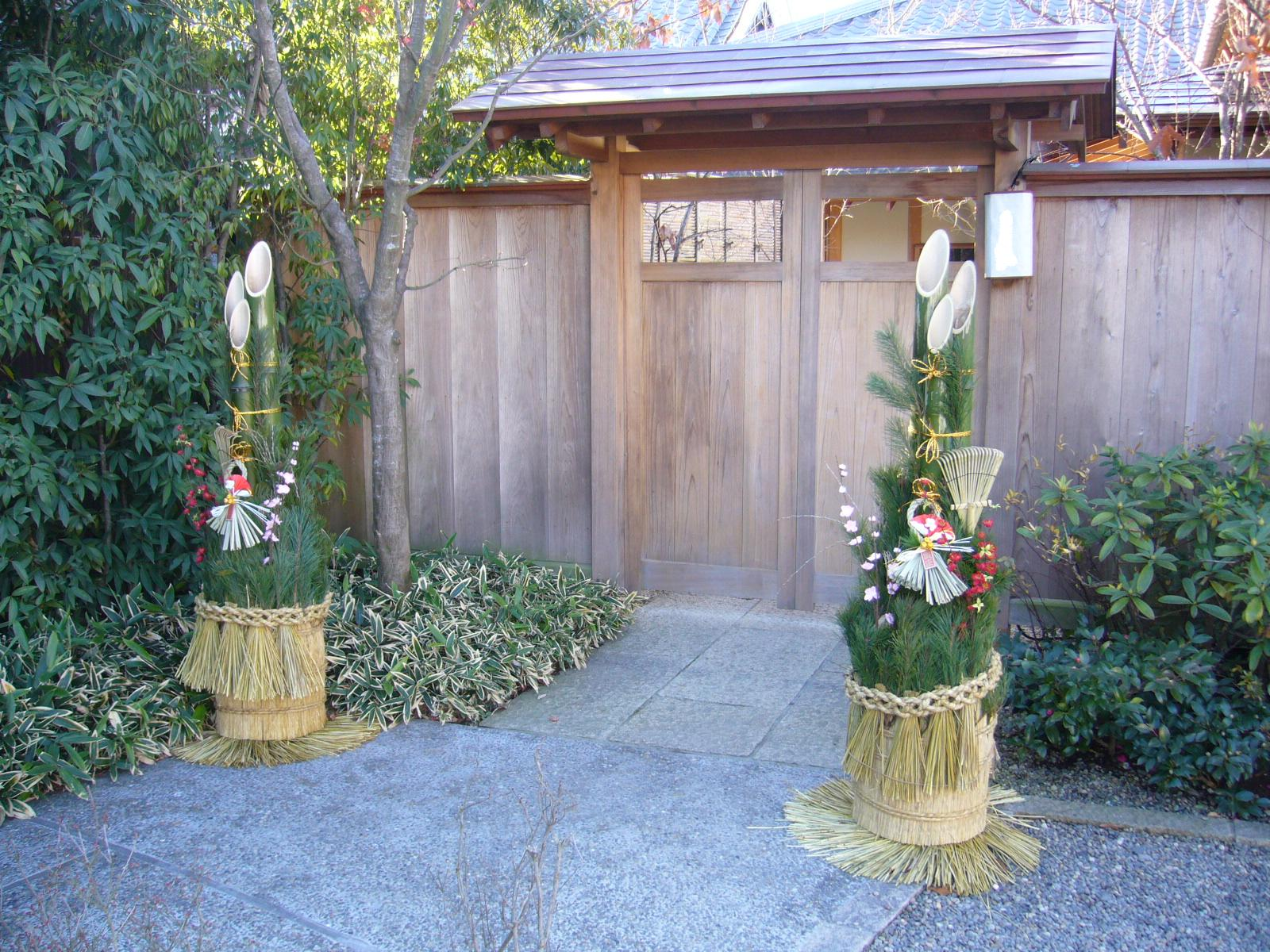
Dos kadomatsu colocados frente a la puerta de una casa tradicional japonesa
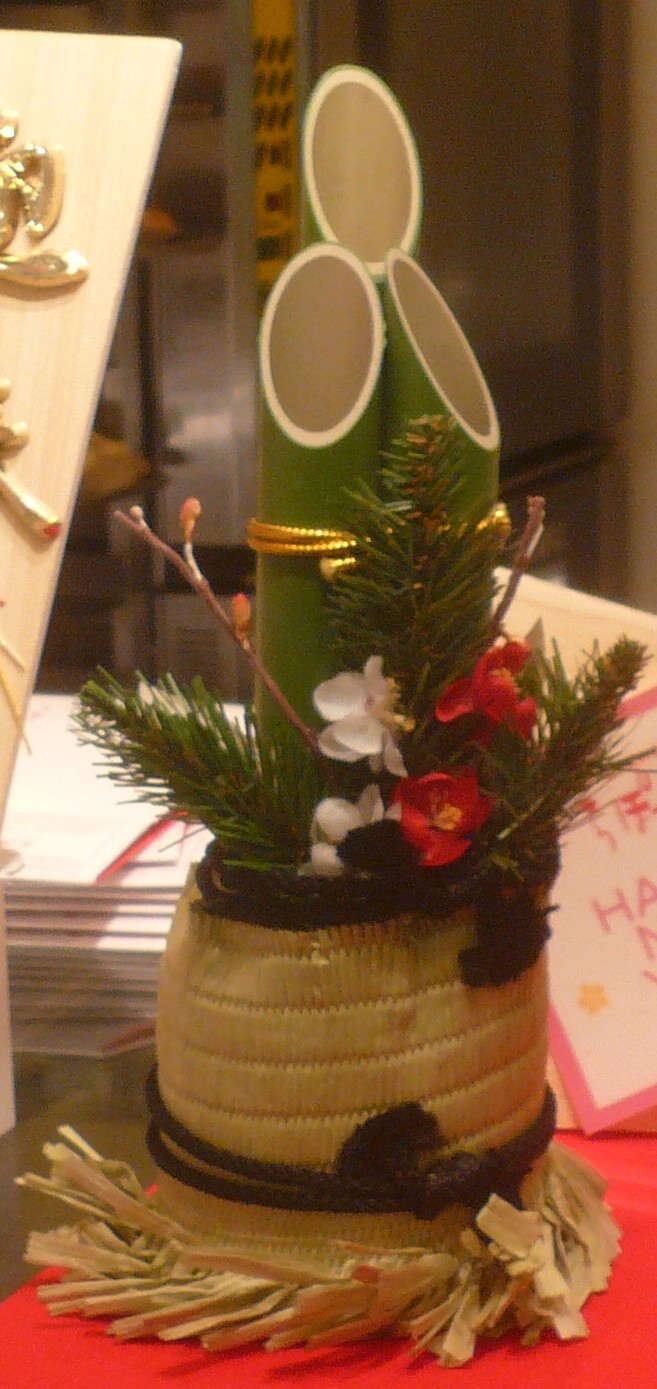
Un kadomatsu en miniatura en una tienda
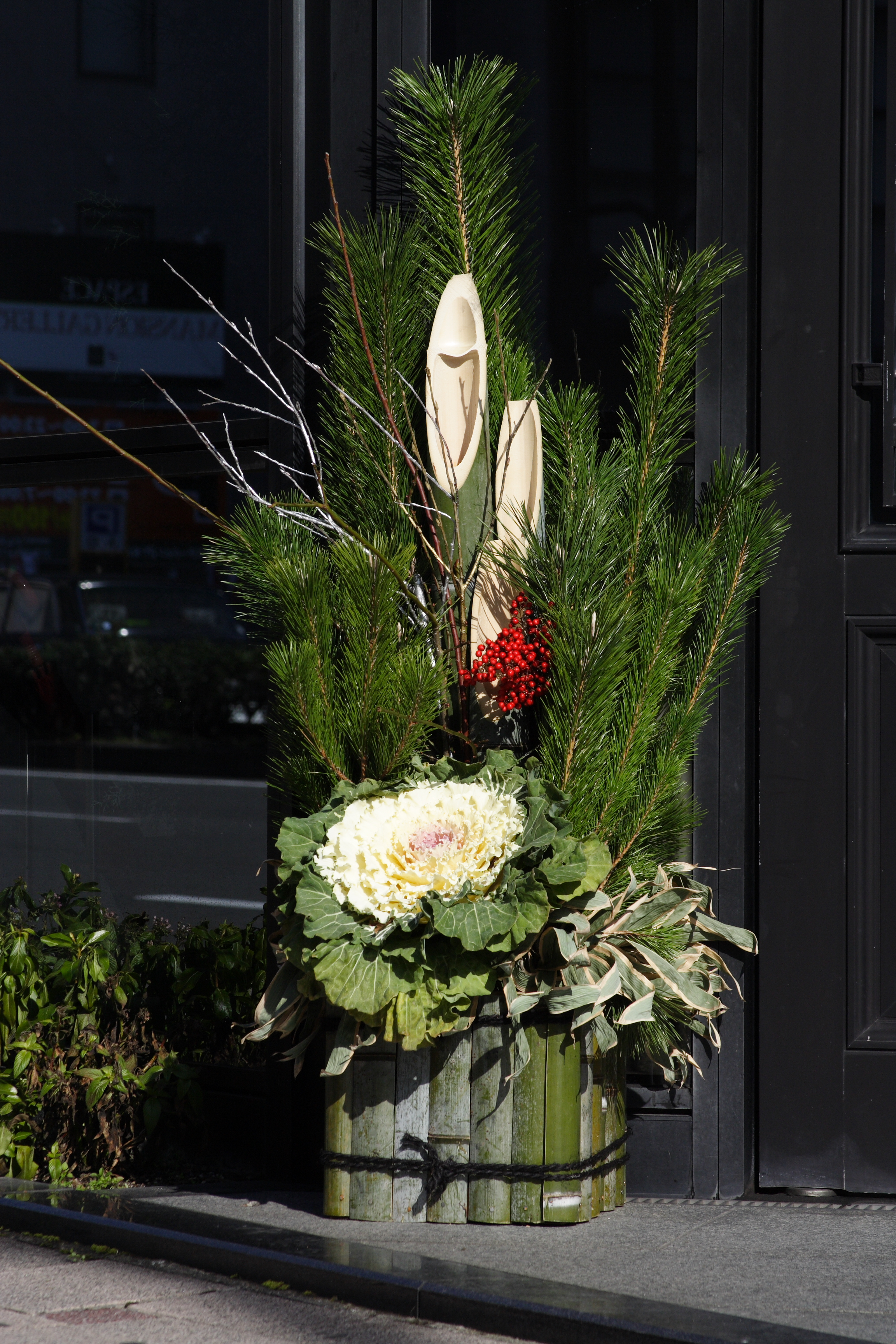
Un kadomatsu al estilo de Kioto
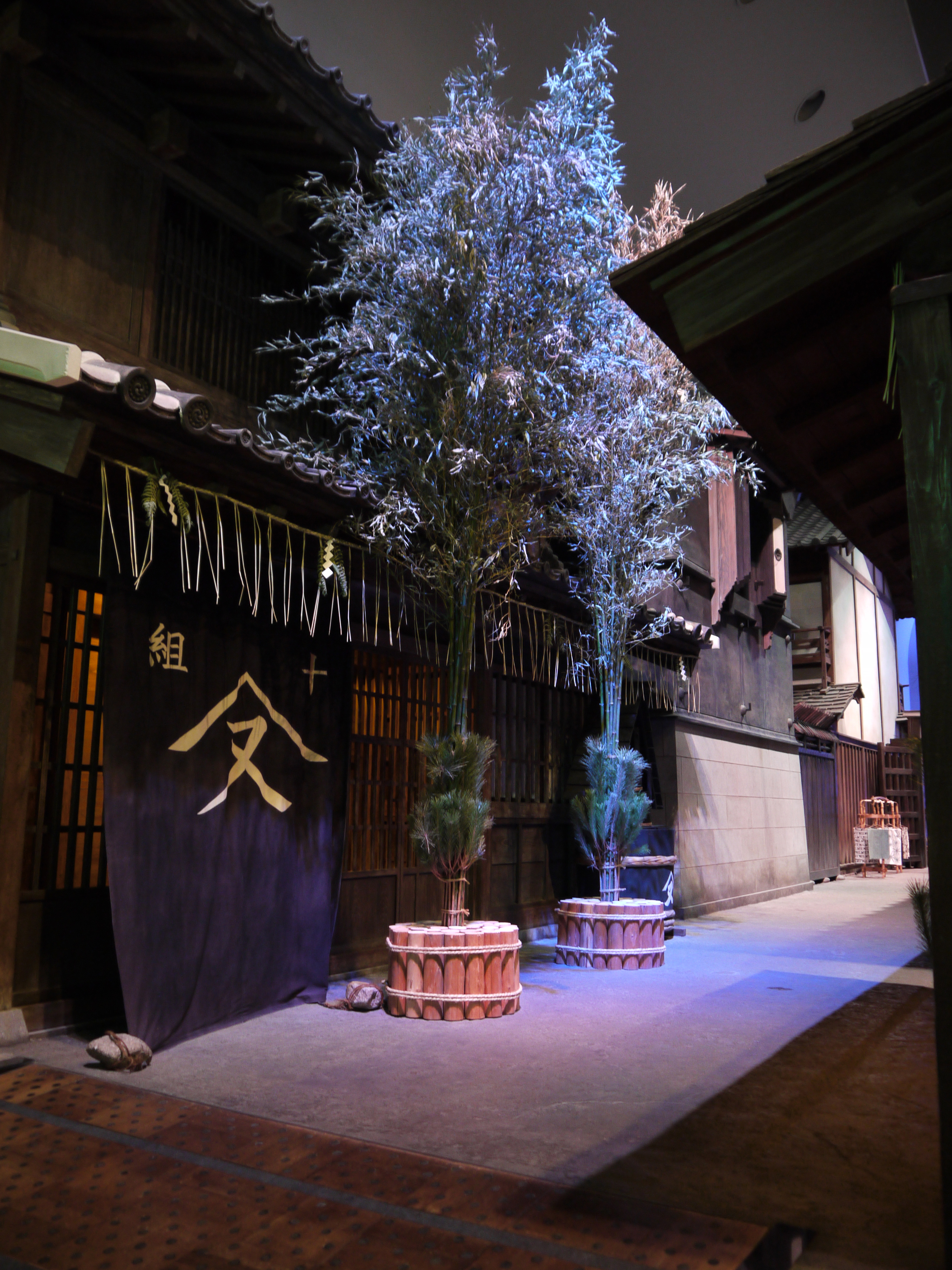
Kadomatsu al estilo de los del período Edo

- Datos: Q2667233
- Multimedia: Kadomatsu / Q2667233